# NGC 3124
NGC 3124 (również PGC 29377 lub UGCA 202) – galaktyka spiralna z poprzeczką (SBbc), znajdująca się w gwiazdozbiorze Hydry. Odkrył ją John Herschel 23 marca 1835 roku.